# 张晓梅 (1963年)
张晓梅（1963年12月—），女，生于北京，第十、十一届全国政协委员、全国工商联执委，高级经济师，全国三八红旗手。
她因在全国政协所提多个提案，在网络引起广泛争议而出名，张晓梅被网友称为“最雷人提案手”。另一方面，她在2010年的政协提案因涉及“承认家务劳动的价值”，而被评论者认为是当年两会最有价值的提案之一。同时，在委员人均提案不足两个的情况下，她每年的提案数几乎在两位数，至2010年时，已过百。

## 职务或头衔
- 《中国美容时尚报》社社长兼总编辑[3]
- 中国香料香精化妆品协会副理事长[3]
- 全国工商联美容化妆品业商会副会长[3]
- 国家劳动社会保障部美容专业委员会副主任[3]
- 国家劳动社会保障部《美容师职业教材》主编[3]
- 国家文化部《化妆师职业教材》主编[3]
- 联合国第四次世界妇女大会代表[3]

多次出任国际国内美容发型大赛主席、总评判长。

## 经历
- 出生于北京[1]的军人家庭，在四川山区部队的环境中长大[8]。
- 1977年，不到15岁的她入伍。至副营级。[9]
- 转业后，先成都一家杂志社做记者。
- 1989年，开始创业，开小美容店。
- 1990年，创办了西南美容学校
- 1999年，正式对全国发行《中国美容时尚报》。
- 2003年，《美容时装报》报社由成都迁至北京，正式改名《中国美容时尚报》[8]。
- 2003年[2]，当选为第十届全国政协委员。
- 四川大学研究生毕业[4]，或说四川大学MBA[1]，曾在美国加州大学进修[3][4]。

## 著作
《中国美容美学》、《中国基础美容》、《国际美容教程》等

## 全国政协提案举例
- 2008年：建议美妆行业提倡小费。女性经期应有法定休假。
- 2009年：将‘三八妇女节’更名为‘三八女人节’。她认为“妇女”源自“家庭妇女”，暗示年龄偏大和没有文化的人，不受欢迎。从人本主义出发改名，体现人文关怀，但是普遍大眾認為她想太多了。[2]。
- 2010年：“家务劳动工资化，切实保障女性权益”的提案[10][11]。有报道称之为“老婆做家务，老公须发工资”。张晓梅希望通过这种方式，承认和体现女性，承认家务劳动的价值，特别是那些全职太太在家庭中付出的劳动[12]。虽然提案因“承认家务劳动的价值”的论题获得了正面的评价，称为2010年两会最有价值的提案之一，但舆论更多的是嘲讽和挖苦[6]，亦有评论称其为“无聊也无用的小儿科提案，最后别再出现在公众眼前，因为这是对参政议政的稀缺公共资源的一种浪费[12]”。